# Big Brother 2013
Big Brother 2013 var syvende sæson af realityshowet Big Brother og havde premiere d. 4. februar 2013 på Kanal 5. Værten er på torsdagens live shows var Anne Kejser. Programmet kunne følges live på Internettet samt på 7'eren efter hvert program.. Vinderen blev den 24-årige Bjørn, der efter 104 dage i huset kunne tage præmien på 500.000 kr. med hjem.

## Deltagere
- Aissatou
- Bianca
- Bjørn (Vinder af Big Brother 2013)
- Camilla
- Danijel
- David
- Dennis
- Hartmann
- Julie
- Katja
- Lene
- Malene
- Phillip
- Ronni
- Shawn
- Silas
- Simone
- Tania
- Tarik
- Victor

7. sæson blev vundet af Bjørn.
Scoreboard
      – Videre: Personen blev ikke nomineret, og har sikret sig endnu en uge i huset.
      – Nomineret: Personen er nomineret til en afstemning blandt seerne om at blive i huset. Personen kan være nomineret på flere måder. Fx ved en afstemning blandt beboerne, blevet nomineret direkte af en anden beboer i huset eller ved ikke at have klaret en opgave.
      – Andet: Kan muligvis betyde det samme som "Videre", men kan også betyde andre ting:
- Ankomst til huset: Personen er kommet ind i huset på et andet tidspunkt, end de andre

- Tilbage i huset: Efter at Ronni og David i uge 9 blev smidt ud kom Hartmann, Julie, Katja og Victor tilbage i huset i Uge 10

- Midlertidig beboer: Se og hør journalisten var undercoverbeboer den første uge

      – Er ikke i huset. Udstemt, har forladt huset eller ekskluderet.
| #  | Del-tager  | Uge 1                           | Uge 2                           | Uge 3                                   | Uge 4                                   | Uge 5                                   | Uge 6                                   | Uge 7                                   | Uge 8                                   | Uge 9                                   | Uge 10                                  | Uge 11                                  | Uge 12                                  | Uge 13                                  | Uge 14                                  | Finaleuge                               | Finaleuge                               |
| -- | ---------- | ------------------------------- | ------------------------------- | --------------------------------------- | --------------------------------------- | --------------------------------------- | --------------------------------------- | --------------------------------------- | --------------------------------------- | --------------------------------------- | --------------------------------------- | --------------------------------------- | --------------------------------------- | --------------------------------------- | --------------------------------------- | --------------------------------------- | --------------------------------------- |
| 1  | Bjørn      | Videre                          | Videre                          | Videre                                  | Videre                                  | Videre                                  | Videre                                  | Videre                                  | Videre                                  | Nomineret                               | Videre                                  | Videre                                  | Videre                                  | Videre                                  | Videre                                  | Final-ist                               | vinder                                  |
| 2  | Silas      | Ikke i huset                    | Ikke i huset                    | Ikke i huset                            | Ikke i huset                            | Ikke i huset                            | Ankomst til huset                       | Videre                                  | Videre                                  | Videre                                  | Nomineret                               | Videre                                  | Nomineret                               | Nomineret                               | Videre                                  | Final-ist                               | nr. 2                                   |
| 3  | Victor     | Videre                          | Videre                          | Videre                                  | Nomineret                               | Udstemt (Uge 4)                         | Udstemt (Uge 4)                         | Udstemt (Uge 4)                         | Udstemt (Uge 4)                         | Udstemt (Uge 4)                         | Tilbage i huset                         | Videre                                  | Nomineret                               | Videre                                  | Nomineret                               | Final-ist                               | Udstemt (Uge 15)                        |
| 4  | Tania      | Videre                          | Videre                          | Videre                                  | Videre                                  | Videre                                  | Videre                                  | Videre                                  | Videre                                  | Videre                                  | Videre                                  | Videre                                  | Videre                                  | Nomineret                               | Videre                                  | Elimineret 6                            | Uge 15                                  |
| 5  | Camilla    | Nomineret                       | Nomineret                       | Nomineret                               | Videre                                  | Nomineret                               | Videre                                  | Videre                                  | Videre                                  | Nomineret                               | Videre                                  | Nomineret                               | Videre                                  | Videre                                  | Nomineret                               | Elimineret 5                            | Uge 15                                  |
| 6  | Dennis     | Videre                          | Videre                          | Videre                                  | Videre                                  | Videre                                  | Videre                                  | Videre                                  | Videre                                  | Videre                                  | Videre                                  | Nomineret                               | Videre                                  | Videre                                  | Nomineret                               | Udstemt (Uge 14)                        | Udstemt (Uge 14)                        |
| 7  | Katja      | Videre                          | Nomineret                       | Videre                                  | Videre                                  | Videre                                  | Nomineret                               | Udstemt (Uge 6)                         | Udstemt (Uge 6)                         | Udstemt (Uge 6)                         | Tilbage i huset                         | Videre                                  | Videre                                  | Nomineret                               | Udstemt (Uge 13)                        | Udstemt (Uge 13)                        | Udstemt (Uge 13)                        |
| 8  | Tarik      | Nomineret                       | Videre                          | Videre                                  | Videre                                  | Videre                                  | Videre                                  | Videre                                  | Videre                                  | Videre                                  | Videre                                  | Videre                                  | Nomineret                               | Udstemt (Uge 12)                        | Udstemt (Uge 12)                        | Udstemt (Uge 12)                        | Udstemt (Uge 12)                        |
| 9  | Hartmann   | Videre                          | Videre                          | Nomineret                               | Nomineret                               | Nomineret                               | Udstemt (Uge 5)                         | Udstemt (Uge 5)                         | Udstemt (Uge 5)                         | Udstemt (Uge 5)                         | Tilbage i huset/ nomineret              | Nomineret                               | Udstemt (Uge 11)                        | Udstemt (Uge 11)                        | Udstemt (Uge 11)                        | Udstemt (Uge 11)                        | Udstemt (Uge 11)                        |
| 10 | Julie      | Videre                          | Nomineret                       | Videre                                  | Nomineret                               | Nomineret                               | Videre                                  | Videre                                  | Nomineret                               | Udstemt (Uge 8)                         | Tilbage i huset/ nomineret              | Udstemt (Uge 10)                        | Udstemt (Uge 10)                        | Udstemt (Uge 10)                        | Udstemt (Uge 10)                        | Udstemt (Uge 10)                        | Udstemt (Uge 10)                        |
| 11 | Lene       | Videre                          | Nomineret                       | Videre                                  | Videre                                  | Videre                                  | Videre                                  | Videre                                  | Videre                                  | Nomineret                               | Udstemt (Uge 9)                         | Udstemt (Uge 9)                         | Udstemt (Uge 9)                         | Udstemt (Uge 9)                         | Udstemt (Uge 9)                         | Udstemt (Uge 9)                         | Udstemt (Uge 9)                         |
| 12 | David      | Videre                          | Videre                          | Videre                                  | Videre                                  | Videre                                  | Videre                                  | Nomineret                               | Nomineret                               | Ekskluderet fra huset 4(Uge 8)          | Ekskluderet fra huset 4(Uge 8)          | Ekskluderet fra huset 4(Uge 8)          | Ekskluderet fra huset 4(Uge 8)          | Ekskluderet fra huset 4(Uge 8)          | Ekskluderet fra huset 4(Uge 8)          | Ekskluderet fra huset 4(Uge 8)          | Ekskluderet fra huset 4(Uge 8)          |
| 12 | Ronni      | Videre                          | Videre                          | Videre                                  | Videre                                  | Videre                                  | Videre                                  | Videre                                  | Videre                                  | Ekskluderet fra huset 3(Uge 8)          | Ekskluderet fra huset 3(Uge 8)          | Ekskluderet fra huset 3(Uge 8)          | Ekskluderet fra huset 3(Uge 8)          | Ekskluderet fra huset 3(Uge 8)          | Ekskluderet fra huset 3(Uge 8)          | Ekskluderet fra huset 3(Uge 8)          | Ekskluderet fra huset 3(Uge 8)          |
| 14 | Danijel    | Ikke i huset                    | Ikke i huset                    | Ikke i huset                            | Ikke i huset                            | Ikke i huset                            | Ankomst til huset/ nomineret            | Videre                                  | Nomineret                               | Udstemt (Uge 8)                         | Udstemt (Uge 8)                         | Udstemt (Uge 8)                         | Udstemt (Uge 8)                         | Udstemt (Uge 8)                         | Udstemt (Uge 8)                         | Udstemt (Uge 8)                         | Udstemt (Uge 8)                         |
| 15 | Phillip    | Videre                          | Videre                          | Videre                                  | Videre                                  | Videre                                  | Videre                                  | Nomineret                               | Udstemt (Uge 7)                         | Udstemt (Uge 7)                         | Udstemt (Uge 7)                         | Udstemt (Uge 7)                         | Udstemt (Uge 7)                         | Udstemt (Uge 7)                         | Udstemt (Uge 7)                         | Udstemt (Uge 7)                         | Udstemt (Uge 7)                         |
| 15 | Malene     | Ikke i huset                    | Ikke i huset                    | Ikke i huset                            | Ikke i huset                            | Ikke i huset                            | Ankomst til huset                       | Nomineret                               | Udstemt (Uge 7)                         | Udstemt (Uge 7)                         | Udstemt (Uge 7)                         | Udstemt (Uge 7)                         | Udstemt (Uge 7)                         | Udstemt (Uge 7)                         | Udstemt (Uge 7)                         | Udstemt (Uge 7)                         | Udstemt (Uge 7)                         |
| 17 | Aissatou   | Videre                          | Videre                          | Nomineret                               | Udstemt (Uge 3)                         | Udstemt (Uge 3)                         | Udstemt (Uge 3)                         | Udstemt (Uge 3)                         | Udstemt (Uge 3)                         | Udstemt (Uge 3)                         | Udstemt (Uge 3)                         | Udstemt (Uge 3)                         | Udstemt (Uge 3)                         | Udstemt (Uge 3)                         | Udstemt (Uge 3)                         | Udstemt (Uge 3)                         | Udstemt (Uge 3)                         |
| 18 | Bianca     | Videre                          | Nomineret                       | Udstemt (Uge 2)                         | Udstemt (Uge 2)                         | Udstemt (Uge 2)                         | Udstemt (Uge 2)                         | Udstemt (Uge 2)                         | Udstemt (Uge 2)                         | Udstemt (Uge 2)                         | Udstemt (Uge 2)                         | Udstemt (Uge 2)                         | Udstemt (Uge 2)                         | Udstemt (Uge 2)                         | Udstemt (Uge 2)                         | Udstemt (Uge 2)                         | Udstemt (Uge 2)                         |
|    | Elise      | Midlertidig beboer              | Midlertidig beboer              | Hjemrejst (Uge 2) Undercover journalist | Hjemrejst (Uge 2) Undercover journalist | Hjemrejst (Uge 2) Undercover journalist | Hjemrejst (Uge 2) Undercover journalist | Hjemrejst (Uge 2) Undercover journalist | Hjemrejst (Uge 2) Undercover journalist | Hjemrejst (Uge 2) Undercover journalist | Hjemrejst (Uge 2) Undercover journalist | Hjemrejst (Uge 2) Undercover journalist | Hjemrejst (Uge 2) Undercover journalist | Hjemrejst (Uge 2) Undercover journalist | Hjemrejst (Uge 2) Undercover journalist | Hjemrejst (Uge 2) Undercover journalist | Hjemrejst (Uge 2) Undercover journalist |
| 19 | Shawn      | Nomineret                       | Udstemt (Uge 1)                 | Udstemt (Uge 1)                         | Udstemt (Uge 1)                         | Udstemt (Uge 1)                         | Udstemt (Uge 1)                         | Udstemt (Uge 1)                         | Udstemt (Uge 1)                         | Udstemt (Uge 1)                         | Udstemt (Uge 1)                         | Udstemt (Uge 1)                         | Udstemt (Uge 1)                         | Udstemt (Uge 1)                         | Udstemt (Uge 1)                         | Udstemt (Uge 1)                         | Udstemt (Uge 1)                         |
| 20 | Simone     | Forlod huset i utide 2 (Uge 1)  | Forlod huset i utide 2 (Uge 1)  | Forlod huset i utide 2 (Uge 1)          | Forlod huset i utide 2 (Uge 1)          | Forlod huset i utide 2 (Uge 1)          | Forlod huset i utide 2 (Uge 1)          | Forlod huset i utide 2 (Uge 1)          | Forlod huset i utide 2 (Uge 1)          | Forlod huset i utide 2 (Uge 1)          | Forlod huset i utide 2 (Uge 1)          | Forlod huset i utide 2 (Uge 1)          | Forlod huset i utide 2 (Uge 1)          | Forlod huset i utide 2 (Uge 1)          | Forlod huset i utide 2 (Uge 1)          | Forlod huset i utide 2 (Uge 1)          | Forlod huset i utide 2 (Uge 1)          |
| 21 | Martin     | Ekskluderet fra huset 1 (Uge 1) | Ekskluderet fra huset 1 (Uge 1) | Ekskluderet fra huset 1 (Uge 1)         | Ekskluderet fra huset 1 (Uge 1)         | Ekskluderet fra huset 1 (Uge 1)         | Ekskluderet fra huset 1 (Uge 1)         | Ekskluderet fra huset 1 (Uge 1)         | Ekskluderet fra huset 1 (Uge 1)         | Ekskluderet fra huset 1 (Uge 1)         | Ekskluderet fra huset 1 (Uge 1)         | Ekskluderet fra huset 1 (Uge 1)         | Ekskluderet fra huset 1 (Uge 1)         | Ekskluderet fra huset 1 (Uge 1)         | Ekskluderet fra huset 1 (Uge 1)         | Ekskluderet fra huset 1 (Uge 1)         | Ekskluderet fra huset 1 (Uge 1)         |
|    |            |                                 |                                 |                                         |                                         |                                         |                                         |                                         |                                         |                                         |                                         |                                         |                                         |                                         |                                         |                                         |                                         |
|    | Ugens tema | Det gale hus                    | Du bestemmer                    | Turen går til Tyrol                     | Det gale laboratorium                   | JA/Nej                                  | Dødsgange                               | Crime Scene                             | Morderugen 2                            | Politistaten / demokratiet              | Superhelten                             | Miss Big Brother                        | Kampen mod uret                         | Hold masken                             | Så er der bold                          | Finale-uge                              |                                         |

|    | Ugens Tema             |
| -- | ---------------------- |
| 1  | Det gale hus           |
| 2  | Du bestemmer           |
| 3  | Turen går til Tyrol    |
| 4  | Det gale laboratorium  |
| 5  | Ja eller nej-uge       |
| 6  | Dødsgangen             |
| 7  | Crime Scene            |
| 8  | Morderugen 2           |
| 9  | Politistat             |
| 9  | Længe leve demokratiet |
| 10 | Superhelten            |
| 11 | Miss Big Brother       |
| 12 | Kampen Mod Uret        |
| 13 | Hold Masken            |
| 14 | Så er der bold         |
| 15 | Finale-uge             |

Elise var ikke en rigtig beboer, men en journalist fra Se og Hør, som fungerede som muldvarp.
- ↑1 Martin blev smidt ud af huset, efter at det kom frem, at han han havde forfalsket sin straffeattest for at komme ind i huset.[3]
- ↑2 Simone forlod huset efter i flere dage at have haft smerter fra brystet[4]
- ↑3 Ronni blev smidt ud af huset på grund af truende adfærd
- ↑4 David blev smidt ud af huset på grund af voldelig adfærd, da han havde givet den anden beboer Ronni en lussing.[5]
- ↑5 I finaleugen blev Camilla elimineret i en twist, hvor Tania valgte at eliminere hende.[6]
- ↑6 Seerne havde nomineret Tania og Silas. Tania tabte en duel og var derfor elimineret.